# シブヤン島
シブヤン島（シブヤンとう、英語: Sibuyan）はフィリピン、ロンブロン州の島。同名のシブヤン海に位置しており、面積は445km2。2058mのグイティン-グイティン山と789mのナイログ山の二つの峰が存在する。住民はヴィサヤ諸語に属するロンブロン語の方言に当たるシブヤン語を話す。

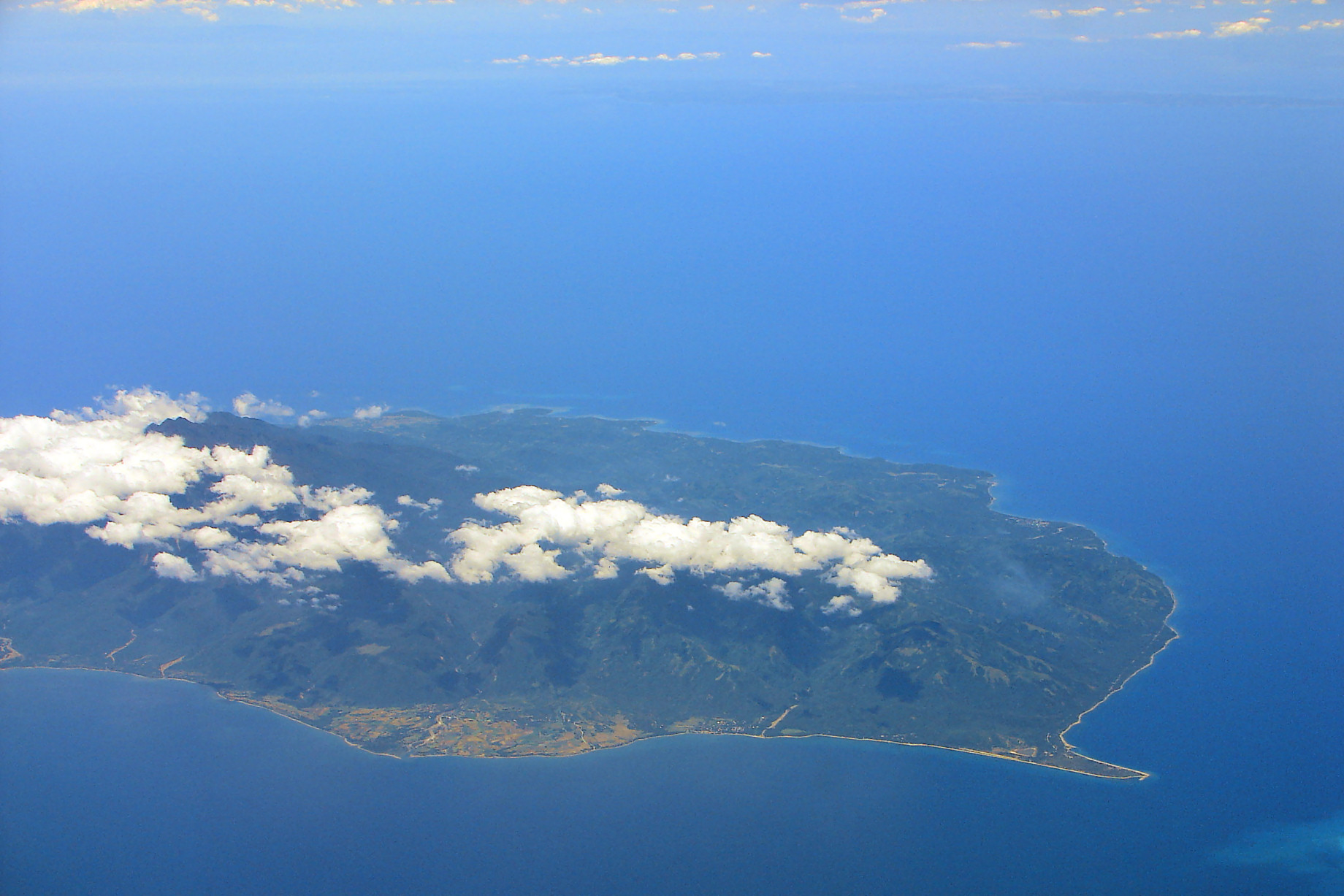
シブヤン島の空撮図

シブヤン島はその成立からその他の陸域との間で孤立性を維持しているため、自然学者の一部から『アジアのガラパゴス』などとも呼ばれる。地史学的に、フィリピン諸島のいずれの島の一部になったこともないとされている。地震の力が島の峰を地殻から2000m近く押し上げ、一連の小さな峰と斜面を形成したとされる。最高地点はグイティン-グイティン山で、名前は山の外観に由来し「鋸の歯のような山」という意味である。山は急斜面であるため、現在見ることのできるように大部分の森林が手付かずのままで残されている。
島の多くの地域が森に覆われ、面積で140km2、割合としては島の33%を占める。しかし、低い高度の森は伐採され、森の次に多くの面積を占める。この自然を守るためにIUCNのカテゴリで国立公園に相当するグイティン-グイティン山自然公園が設置されており、シブヤン島全体445km2の範囲のうち主に島内の中央部と北部の157km2の面積が指定されている。自然公園内は林冠に囲まれ閉ざされた2つの聳え立つ峰など群を抜く景観が特徴となっている。山の森林は大部分が手付かずで残されており、200-900mあたりのフタバガキ類やマングローブの森から、700m以上の山林や雲霧林、山頂近くは低木林と山地草原になっており、山地全体が覆われている。
2008年6月21日、平成20年台風第6号の接近による波の中をマニラからセブ市に向かって航行していたスルピシオ・ラインの旅客船プリンセス・オブ・ザ・スターズがセブ島沖合いで高波によって転覆し、773名が犠牲になった。

## 環境と生態系

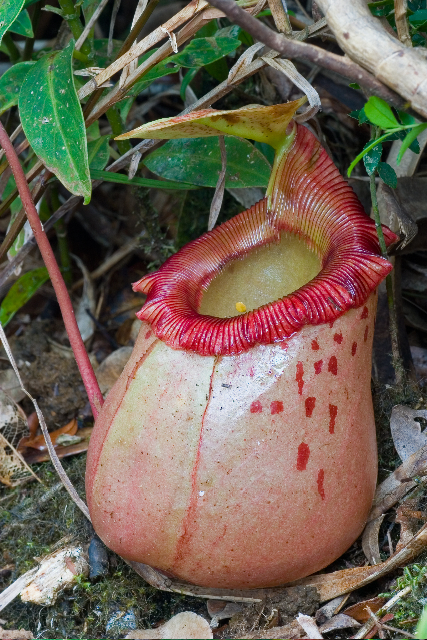
グイティン-グイティン山のネペンテス・シブヤンエンシス

シブヤン島は動植物の生態系が豊かである。生物学者は今なお科学界によって確認されていない種を発見しており、すべての植物種の正確な数は判っていない。国立博物館のある研究では1haで123種類、1551本の木を識別し、このうち54種類が世界のどこでも発見されていないものであったとされる。このため、世界で最も多様で密度の高い森のひとつとされている。 島内に700種程度の維管束植物が存在すると推定されている。ウツボカズラ類のネペンテス・シブヤンエンシスは科学名のとおりこの島に生息している。
131種類の鳥類と10種のフルーツコウモリ、多くの哺乳類や爬虫類が生息しており、げっ歯類はまだ完全に把握し切れていない。シュバシサトウチョウ、フィリピンコゲラ、オレンジハナドリの3種の亜種がシブヤン固有であり、3種とも1990年代初期に確認された。オオコウモリ1種、げっ歯類4種の5種の絶滅危惧の哺乳類がシブヤン固有種であり、ラボールテングフルーツコウモリが絶滅寸前となっている。
近年はフィリピン政府の積極的な鉱業推進振興政策によって脅かされている。

## 環境保護活動
シブヤン島で生まれた有名な環境活動家にはRodne Galichaやジェニーロペス賞フィリピン英雄賞を受賞したDr. Arthur Rey Tansiongco、殉職した議員のArmin Rios Marinなどがいる。GalichaとMarinは2013年の環境の英雄の個人賞を受賞している。
シブヤン人反鉱業支持団体とシブヤン島環境監視同盟社は島の環境・文化・社会に大きな影響を与えるとされる採掘活動に対して島の維持と保護のための活動を行っている。

## 註
1. ↑  Marie-Louise Olsson 、Anders Kildegaard Knudsen (2004年8月). “Towards sustainable forest management and poverty alleviation in the Philippines”. 2014年7月4日閲覧。
2. ↑  Colasisi Loriculus philippensis bournsi
3. ↑  Dendrocopos maculatus menagei
4. ↑  Dicaeum trigonostigma sibuyanicum
5. ↑  Gawad Geny Lopez Bayaning Pilipino Award
6. ↑  Teves, Maria Althea (2009年6月11日). “Giving is not only for the rich”. ABS-CBN News 2012年9月27日閲覧。
7. ↑  Gawad Bayani ng Kalikasan
8. ↑  “Filipino environment leaders, groups acclaimed in the Gawad Bayani ng Kalikasan awards”. Mindanao Examiner. (2013年12月7日) 2014年2月21日閲覧。
9. ↑  Official website